# Филип Вилхелм фон Инхаузен и Книпхаузен
Филип Вилхелм фон Инхаузен и Книпхаузен (на немски: Philipp Wilhelm von Innhausen und Knyphausen; * 20 март 1591, дворец Лютетсбург при Норден; † 5 май 1652, Бремен) от източно-фризийската фамилия на вождовете Инхаузен и Книпхаузен е фрайхер, от 1609 до 1623 г. господар на Инхаузен и Книпхаузен (близо до днешния Вилхелмсхафен).

## Произход и управление
Той е син на графския съветник Ико фон Инхаузен и Книпхаузен, фрайхер фон Елтер-Фогелзанк-Бастнах (* 12 юни 1555; † 1 декември 1604), и съпругата му Анна Мария Ориана фон Елтер (* 1555; † 7 май 1600), дъщеря на Георг фон Елтер († 1565) и Катарина фон Бронкхорст († март 1602). Внук е на Тидо фон Инхаузен и Книпхаузен (* 1500; † 18 февруари 1565) и Ева фон Рененберг (* 28 февруари 1518; † 8 ноември 1579). Брат е на Тидо Херман (* 13 септември 1583; † пр. 27 август 1616), господар на Аутел, Щерпених и Фогелзанк.
Филип Вилхелм наследява през 1609 г. господствата Инхаузен и Книпхаузен близо до днешния Вилхелмсхафен, за които има претенции и граф Антон Гюнтер фон Олденбург, който пуска интриги против Филип Вилхелм при императора. Императорът разрешава на граф Антон Гюнтер, веднага да вземе наследството на Инхаузен. През 1624 г. Филип Вилхелм, с разрешение на императора, е задължен срещу годишна рента да се откаже от наследството си. През 1648 г. той признава този договор, против волята на фамилията му. Фамилията получава тази рента от управлението на Олденбург до 1964 г.
Филип Вилхелм живее от 1623 г. в азил в Бремен; по-късно и в Щаде, Хамбург и Алтона. От тогава той не упражнява повече военна или политическа служба. През май 1634 г. княз Лудвиг I фон Анхалт-Кьотен го приема в литературното общество Fruchtbringende Gesellschaft.
Филип Вилхелм фон Инхаузен и Книпхаузен умира на 5 май 1652 г. в Бремен на 61 години.

## Фамилия
Първи брак: на 4 юни 1612 г. за Катарина фон Верзебе († 14 август 1631), дъщеря на Ортгиес фон Верзебе и Хелене Соре де Берлаймонт. Те имат децата:
- Додо Мориц фон Инхаузен и Книпхаузен (* 1626; † 3 септември 1703, Енерих), фрайхер на Инхаузен и Книпхаузен, женен I. на 26 ноември 1660 г. за графиня Юлиана Валпургис фон Лайнинген-Вестербург (* ок. 1630), II. на 18 май 1687 г. в Грайфенщайн за графиня Луиза Валпурга фон Золмс-Браунфелс-Грайфенщайн (* 27 април 1639; † 2 август 1720)
- Франц Филип фон Инхаузен и Книпхаузен (1629 – 1657)
- Елеонора Юлиана фон Инхаузен и Книпхаузен
- Георг Вилхелм фон Инхаузен и Книпхаузен (* 23 декември 1635; † 1707/5 септември 1709), граф фон Инхаузен и Книпхаузен, женен за Анна фон Евзум (* 1640; † 6 ноември 1716)
- Карл Ико Игнациус цу Аутел и Фогелзанк (* 25 декември 1636; † 29 октомври 1659, Щетин)
- Елеонора Юлиана фон Инхаузен и Книпхаузен
- Юлиус Бойко фон Инхаузен и Книпхаузен (1638 – 1662, Заумур)
- 4 деца

Втори брак: на 3 септември 1632 г. с Анна Елизабет фон Врбна († 22 януари 1642). Бракът е бездетен.
Трети брак: на 25 август 1642 г. с Магдалена фон Насау-Зиген (* 8 август 1596; † 19 декември 1661), вдовица на фрайхер Бернхард Мориц фон Оейнхаузен (* 1602; † 1632), дъщеря на граф Йохан VII фон Насау-Зиген (1561 – 1623) и първата му съпруга Магдалена фон Валдек (1558 – 1599). Бракът е бездетен.